# Mikele Barber
Pour les articles homonymes, voir Barber.
Mikele « Miki » Barber (née le 4 octobre 1980 à Livingston dans le New Jersey) est une athlète américaine spécialiste des épreuves de sprint. Elle est la sœur jumelle de Me'Lisa Barber.

## Carrière
Elle se distingue lors des Jeux panaméricains de 2007, à Rio de Janeiro, en remportant les titres du 100 mètres et du relais 4 × 100 mètres. Elle participe lors de cette saison aux Championnats du monde d'Osaka où elle décroche le titre du relais 4 × 100 mètres en compagnie de ses compatriotes Lauryn Williams, Allyson Felix et Torri Edwards.
Fin juin 2011, lors des Championnats des États-Unis, à Eugene, Carmelita Jeter remporte son deuxième titre national après 2009 en 10 s 74 dans des conditions de vent trop favorables de +2,7 m/s. Elle devance ses compatriotes Marshevet Myers (10 s 83) et Mikele Barber (10 s 96). Ainsi qualifiée pour les  Championnats du monde de Daegu, elle est éliminée dès les séries, en terminant 4e de sa course en 11 s 40.
Elle fait partie du groupe d'entraînement dirigé par l'ancien détenteur du record du monde du 100 mètres Maurice Greene.

## Palmarès
| Année | Compétition                   | Lieu           | Résultat | Épreuve   |
| ----- | ----------------------------- | -------------- | -------- | --------- |
| 1998  | Championnats du monde juniors | Annecy         | 8e       | 400 m     |
| 1998  | Championnats du monde juniors | Annecy         | 3e       | 4 × 400 m |
| 2007  | Jeux panaméricains            | Rio de Janeiro | 1re      | 100 m     |
| 2007  | Jeux panaméricains            | Rio de Janeiro | 1re      | 4 × 100 m |
| 2007  | Championnats du monde         | Osaka          | 1re      | 4 × 100 m |

## Records
| Épreuve | Performance | Lieu           | Date            |
| ------- | ----------- | -------------- | --------------- |
| 100 m   | 11 s 02     | Rio de Janeiro | 24 juillet 2007 |
| 200 m   | 22 s 73     | Indianapolis   | 23 juin 2007    |
| 400 m   | 50 s 63     | Columbia       | 13 mai 2001     |